# Список втрачених природоохоронних територій Закарпатської області
| Назва та категорія                                                                               | Розташування | Рішення про оголошення | Рішення про скасування | Опис |
| ------------------------------------------------------------------------------------------------ | --- | --- | --- | --- |
| Ботанічна пам'ятка природи місцевого значення «Акація пірамідальна»                              | м. Ужгород, вул. Електрозаводська, 45                                                                                  | Рішення виконавчого комітету Закарпатської обласної ради депутатів трудящих від 18.11.1969 р. № 414 «Про організацію фауно-флористичних заказників та взяття під охорону пам'яток природи на території Закарпатської області» та Рішення виконавчого комітету Закарпатської обласної ради народних депутатів від 23.10.1984 р. № 253 «Про мережу об'єктів природно-заповідного фонду» | Рішення Закарпатської обласної ради від 26 грудня 2003 року № 326 «Про впорядкування переліку об'єктів природно-заповідного фонду місцевого значення» | Площа – 12 га.. |
| Ботанічна пам'ятка природи місцевого значення «Бузок угорський»                                  | Свалявський район, Свалявський держлісгосп                                                                             | Рішення виконавчого комітету Закарпатської обласної ради депутатів трудящих від 18.11.1969 р. № 414 «Про організацію фауно-флористичних заказників та взяття під охорону пам'яток природи на території Закарпатської області» та Рішення виконавчого комітету Закарпатської обласної ради народних депутатів від 23.10.1984 р. № 253 «Про мережу об'єктів природно-заповідного фонду» | Рішення Закарпатської обласної ради від 26 грудня 2003 року № 326 «Про впорядкування переліку об'єктів природно-заповідного фонду місцевого значення» | Площа – 1 га |
| Ботанічна пам'ятка природи місцевого значення «Крокуючий бук»                                    | Перечинський район, урочище «Світильник»                                                                               | Рішення виконавчого комітету Закарпатської обласної ради депутатів трудящих від 18.11.1969 р. № 414 «Про організацію фауно-флористичних заказників та взяття під охорону пам'яток природи на території Закарпатської області» та Рішення виконавчого комітету Закарпатської обласної ради народних депутатів від 23.10.1984 р. № 253 «Про мережу об'єктів природно-заповідного фонду» | Рішення Закарпатської обласної ради від 26 грудня 2003 року № 326 «Про впорядкування переліку об'єктів природно-заповідного фонду місцевого значення» | Площа – 1 га |
| Ботанічна пам'ятка природи місцевого значення «Бузок угорський (2)»                              | Перечинський район, Перечинський держлісгосп, Турицьке лісництво                                                       | Рішення виконавчого комітету Закарпатської обласної ради депутатів трудящих від 18.11.1969 р. № 414 та Рішення виконавчого комітету Закарпатської обласної ради народних депутатів від 23.10.1984 р. № 253 | Рішення Закарпатської обласної ради від 26 грудня 2003 року № 326                                                                                     | Площа – 1,5 га |
| Ботанічна пам'ятка природи місцевого значення «Дуб звичайний»                                    | Ужгородський р-н, с.Часлівці, на території школи-інтернату                                                             | Рішення виконавчого комітету Закарпатської обласної ради депутатів трудящих від 18.11.1969 р. № 414 та Рішення виконавчого комітету Закарпатської обласної ради народних депутатів від 23.10.1984 р. № 253 | Рішення Закарпатської обласної ради від 26 грудня 2003 року № 326                                                                                     | Площа – 1 га |
| Ботанічна пам'ятка природи місцевого значення «Дуби золотистий, червоний, білоряболистий»        | м. Ужгород, вул. Корзо, радгосп декоративних культур                                                                   | Рішення виконавчого комітету Закарпатської обласної ради народних депутатів від 23.10.1984 р. № 253 | Рішення Закарпатської обласної ради від 26 грудня 2003 року № 326                                                                                     | Площа – 0,3 га. |
| Ботанічна пам'ятка природи місцевого значення «Ясен звичайний»                                   | Перечинський район, с. Тур'ї Ремети                                                                                    | Рішення виконавчого комітету Закарпатської обласної ради депутатів трудящих від 18.11.1969 р. № 414 та Рішення виконавчого комітету Закарпатської обласної ради народних депутатів від 23.10.1984 р. № 253 | Рішення Закарпатської обласної ради від 26 грудня 2003 року № 326                                                                                     | Площа – 6 га |
| Гідрологічна пам'ятка природи місцевого значення «Джерело»                                       | с. Мала Добронь Ужгородського району                                                                                   | Рішення виконавчого комітету Закарпатської обласної ради народних депутатів від 23.10.1984 р. № 253 | Рішення Закарпатської обласної ради від 26 грудня 2003 року № 326                                                                                     | Площа – 0,3 га. |
| Гідрологічна пам'ятка природи місцевого значення «Озеро «Каскади»                                | Перечинський район, урочище «Липовець»                                                                                 | Рішення виконавчого комітету Закарпатської обласної ради депутатів трудящих від 18.11.1969 р. № 414 та Рішення виконавчого комітету Закарпатської обласної ради народних депутатів від 23.10.1984 р. № 253 | Рішення Закарпатської обласної ради від 26 грудня 2003 року № 326                                                                                     | Площа –0,6 га. |
| Гідрологічна пам'ятка природи місцевого значення «Свердловина № 21»                              | м. Ужгород | Рішення виконавчого комітету Закарпатської обласної ради народних депутатів від 23.10.1984 р. № 253 | Рішення Закарпатської обласної ради від 26 грудня 2003 року № 326                                                                                     | Площа – 0,3 га |
| Гідрологічна пам'ятка природи місцевого значення «Свердловина №97»                               | м. Ужгород | Рішення виконавчого комітету Закарпатської обласної ради народних депутатів від 23.10.1984 р. № 253 | Рішення Закарпатської обласної ради від 26 грудня 2003 року № 326                                                                                     | Площа – 0,3 га |
| Геологічна пам'ятка природи місцевого значення «Радванські відслонення виходу вулканічних порід» | На східній околиці міста Ужгород у закритому й затопленому Радванському кар'єрі                                        | Рішення виконавчого комітету Закарпатської обласної ради депутатів трудящих від 18.11.1969 р. № 414 та Рішення виконавчого комітету Закарпатської обласної ради народних депутатів від 23.10.1984 р. № 253 | Рішення Закарпатської обласної ради від 26 грудня 2003 року № 326                                                                                     | Площа — 1 га. Відслонені лави андезитів пізнього сармату-панону (абсолютний вік ~11,5 млн р.) темно-сірого до чорного кольору. Андезити складають лавовий купол, який утворився на ранній стадії формування Вигорлат-Гутинського вулканічного пасма, що є цікавим для геологів. Придонна частина кар'єру заповнена водою і являє собою мальовниче озеро. |
| Геологічна пам'ятка природи місцевого значення «Стара залізорудна шахта XV століття»             | Вхід у штольню розміщений на південному схилі гори Велика Берегівська ( Берегівський р-н, північна околиця с. Мужієво) | Рішення виконавчого комітету Закарпатської обласної ради депутатів трудящих від 18.11.1969 р. № 414 та Рішення виконавчого комітету Закарпатської обласної ради народних депутатів від 23.10.1984 р. № 253 | Рішення Закарпатської обласної ради від 26 грудня 2003 року № 326                                                                                     | Розгалужена система штолень, штреків, ортів і т. ін. сумарною довжиною понад 1000 м. Стародавні рудокопи (XIV—XVI сторіччя) видобували золото з рудної зони, яка в сучасній геологічній термінології має назву “22-го розлому” і характеризується переважанням відносно крупного золота над тонкодисперсним..                                            |